# Берналь Діас дель Кастільйо
Берна́ль Ді́ас дель Кастільйо (ісп. Bernal Díaz del Castillo; близько 1492, Медіна-дель-Кампо, Іспанія — бл. 1584, Гватемала) — іспанський конкістадор та письменник, відомий перш за все завдяки автобіографічній «Правдивій історії завоювання Нової Іспанії».

## Біографія
Народився Берналь Діас дель Кастільйо в Іспанії у місті Медіна-дель-Кампо (Medina del Campo).
Прибув до Америки (на Кариби) в 1514 році. Брав участь в експедиціях Ернандеса де Кордови та Хуана де Гріхальви у 1517 та 1518 роках відповідно. Також учасник походів Ернана Кортеса з 1519 року. Берналь Діас не просто спостерігав конкісту на власні очі, він був її безпосереднім учасником — пройшов тисячі кілометрів, бився у багатьох битвах та сутичках і отримав не одне поранення.

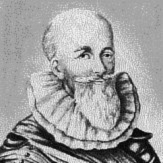
Портрет Берналя де Кастільйо на схилі років

На схилі літ (у віці 84 років), користуючись старими записами, зробленими в походах та власною пам'яттю, він написав блискучу та захоплюючу «Правдиву історію завоювання Нової Іспанії», котра є одним з найцінніших історичних свідчень про конкісту і при тому читається як чудових пригодницький роман.
Помер Берналь де Кастільйо в Гватемалі.
Одним з нащадків Берналя Діаса був його правнук, «батько гватемальської історії» Франсіско Антоніо Фуентес-і-Гусман (1642 — близько 1700), який написав «Історію Гватемали чи вибрані нагадування».

## Видання і переклади
- Bernal Díaz del Castillo: Historia verdadera de la conquista de la Nueva España. Hrsg. von Guillermo Serés. Real Academia Española, Madrid 2011
- Bernal Díaz del Castillo: Historia verdadera de la conquista de la Nueva España. Manuscrito Guatemala. El Colegio de México, México, D.F., ISBN 968-12-1196-0 (Rezension von F. Hinz bei H-Soz-u-Kult).
- Bernal Díaz del Castillo: Geschichte der Eroberung von Mexiko. Insel-Verlag, Frankfurt am Main, ISBN 3-458-32767-3.